# Okręg wyborczy nr 34 do Sejmu Rzeczypospolitej Polskiej (1993–2001)
Okręg wyborczy nr 34 do Sejmu Rzeczypospolitej Polskiej (1993–2001) obejmował województwo płockie. W ówczesnym kształcie został utworzony w 1993. Wybieranych było w nim 5 posłów w systemie proporcjonalnym.
Siedzibą okręgowej komisji wyborczej był Płock.

## Wyniki wyborów
| Podział 5 mandatów: SLD: 1 PSL: 4 |

| Podział 5 mandatów: SLD: 2 PSL: 1 AWS: 2 |

## Reprezentanci okręgu
| Sejm | Rok  | Poseł KW                                  | Poseł KW                                  | Poseł KW                                  | Poseł KW                                  | Poseł KW                                  | Poseł KW                                  | Poseł KW                                  | Poseł KW                                  | Poseł KW                                  | Poseł KW                                  |
| ---- | ---- | ----------------------------------------- | ----------------------------------------- | ----------------------------------------- | ----------------------------------------- | ----------------------------------------- | ----------------------------------------- | ----------------------------------------- | ----------------------------------------- | ----------------------------------------- | ----------------------------------------- |
| II   | 1993 |                                           | W. Pawlak PSL                             |                                           | W. Sokołowska SLD                         |                                           | K. Szymański PSL                          |                                           | H. Kisielewski PSL                        |                                           | W. Dobrowolski PSL                        |
| II   | 1994 | A. Rokicki SLD                            | W. Pawlak PSL                             |                                           |                                           |                                           | K. Szymański PSL                          |                                           | H. Kisielewski PSL                        |                                           | W. Dobrowolski PSL                        |
| III  | 1997 | M. Kaczmarek SLD                          | W. Pawlak PSL                             |                                           | M. Kleitz-Żółtowska AWS                   |                                           | A. Piłat SLD                              |                                           | P. Jaros AWS                              |                                           |                                           |
| III  | 2001 | M. Kaczmarek SLD                          | W. Pawlak PSL                             | M. Ambroziak AWS                          | M. Kleitz-Żółtowska AWS                   |                                           | A. Piłat SLD                              |                                           |                                           |                                           |                                           |
| IV   | 2001 | okręg zniesiony – patrz okręgi nr 11 i 16 | okręg zniesiony – patrz okręgi nr 11 i 16 | okręg zniesiony – patrz okręgi nr 11 i 16 | okręg zniesiony – patrz okręgi nr 11 i 16 | okręg zniesiony – patrz okręgi nr 11 i 16 | okręg zniesiony – patrz okręgi nr 11 i 16 | okręg zniesiony – patrz okręgi nr 11 i 16 | okręg zniesiony – patrz okręgi nr 11 i 16 | okręg zniesiony – patrz okręgi nr 11 i 16 | okręg zniesiony – patrz okręgi nr 11 i 16 |

### Wybory parlamentarne 1993
| Komitet wyborczy                                      | Komitet wyborczy                                         | Głosów | %     | Mandaty | Wybrani posłowie                                                               |
| ----------------------------------------------------- | -------------------------------------------------------- | ------ | ----- | ------- | ------------------------------------------------------------------------------ |
|                                                       | Polskie Stronnictwo Ludowe                               | 84 271 | 43,97 | 4       | Waldemar Pawlak, Krzysztof Szymański, Henryk Kisielewski, Waldemar Dobrowolski |
|                                                       | Sojusz Lewicy Demokratycznej                             | 33 178 | 17,31 | 1       | Wanda Sokołowska, Andrzej Rokicki                                              |
|                                                       | Unia Demokratyczna                                       | 11 900 | 6,21  | –       |                                                                                |
|                                                       | Unia Pracy                                               | 8673   | 4,53  | –       |                                                                                |
|                                                       | Partia X                                                 | 7007   | 3,66  | –       |                                                                                |
|                                                       | Niezależny Samorządny Związek Zawodowy „Solidarność”     | 5980   | 3,12  | –       |                                                                                |
|                                                       | Konfederacja Polski Niepodległej                         | 5790   | 3,02  | –       |                                                                                |
|                                                       | Porozumienie Centrum                                     | 5718   | 2,98  | –       |                                                                                |
|                                                       | Katolicki Komitet Wyborczy „Ojczyzna”                    | 5397   | 2,81  | –       |                                                                                |
|                                                       | Bezpartyjny Blok Wspierania Reform                       | 5037   | 2,63  | –       |                                                                                |
|                                                       | Samoobrona – Leppera                                     | 4748   | 2,48  | –       |                                                                                |
|                                                       | Unia Polityki Realnej                                    | 3557   | 1,86  | –       |                                                                                |
|                                                       | Koalicja dla Rzeczypospolitej                            | 3380   | 1,76  | –       |                                                                                |
|                                                       | Polskie Stronnictwo Ludowe – Porozumienie Ludowe         | 3209   | 1,67  | –       |                                                                                |
|                                                       | Kongres Liberalno-Demokratyczny                          | 2850   | 1,49  | –       |                                                                                |
|                                                       | Ojczyzna – Lista Polska                                  | 557    | 0,29  | –       |                                                                                |
|                                                       | Polska Wspólnota Narodowa – Polskie Stronnictwo Narodowe | 394    | 0,21  | –       |                                                                                |
| Frekwencja: 52,88% Źródło: Państwowa Komisja Wyborcza |                                                          |        |       |         |                                                                                |

Poniższa tabela przedstawia podział mandatów dla komitetów wyborczych na podstawie uzyskanych głosów, a następnie obliczonych ilorazów wyborczych na podstawie metody D’Hondta.
| Podział mandatów dla komitetów wyborczych na podstawie metody D’Hondta | Podział mandatów dla komitetów wyborczych na podstawie metody D’Hondta | Podział mandatów dla komitetów wyborczych na podstawie metody D’Hondta | Podział mandatów dla komitetów wyborczych na podstawie metody D’Hondta | Podział mandatów dla komitetów wyborczych na podstawie metody D’Hondta | Podział mandatów dla komitetów wyborczych na podstawie metody D’Hondta | Podział mandatów dla komitetów wyborczych na podstawie metody D’Hondta | Podział mandatów dla komitetów wyborczych na podstawie metody D’Hondta | Podział mandatów dla komitetów wyborczych na podstawie metody D’Hondta | Podział mandatów dla komitetów wyborczych na podstawie metody D’Hondta |
| Komitet wyborczy                                                       | Komitet wyborczy                                                       | Liczba głosów                                                          | Iloraz wyborczy                                                        | Iloraz wyborczy                                                        | Iloraz wyborczy                                                        | Iloraz wyborczy                                                        | Iloraz wyborczy                                                        | Mandaty                                                                | TP                                                                     |
| Komitet wyborczy                                                       | Komitet wyborczy                                                       | Liczba głosów                                                          | /1                                                                     | /2                                                                     | /3                                                                     | /4                                                                     | /5                                                                     | Mandaty                                                                | TP                                                                     |
| ---------------------------------------------------------------------- | ---------------------------------------------------------------------- | ---------------------------------------------------------------------- | ---------------------------------------------------------------------- | ---------------------------------------------------------------------- | ---------------------------------------------------------------------- | ---------------------------------------------------------------------- | ---------------------------------------------------------------------- | ---------------------------------------------------------------------- | ---------------------------------------------------------------------- |
|                                                                        | Polskie Stronnictwo Ludowe                                             | 84 271                                                                 | 84 271                                                                 | 42 136                                                                 | 28 090                                                                 | 21 068                                                                 | 16 854                                                                 | 4                                                                      | 2,83                                                                   |
|                                                                        | Sojusz Lewicy Demokratycznej                                           | 33 178                                                                 | 33 178                                                                 | 16 589                                                                 | 11 059                                                                 | 8295                                                                   | 6636                                                                   | 1                                                                      | 1,11                                                                   |
|                                                                        | Unia Demokratyczna                                                     | 11 900                                                                 | 11 900                                                                 | 5950                                                                   | 3967                                                                   | 2975                                                                   | 2380                                                                   | 0                                                                      | 0,40                                                                   |
|                                                                        | Unia Pracy                                                             | 8673                                                                   | 8673                                                                   | 4337                                                                   | 2891                                                                   | 2168                                                                   | 1735                                                                   | 0                                                                      | 0,29                                                                   |
|                                                                        | Konfederacja Polski Niepodległej                                       | 5790                                                                   | 5790                                                                   | 2895                                                                   | 1930                                                                   | 1448                                                                   | 1158                                                                   | 0                                                                      | 0,19                                                                   |
|                                                                        | Bezpartyjny Blok Wspierania Reform                                     | 5037                                                                   | 5037                                                                   | 2519                                                                   | 1679                                                                   | 1259                                                                   | 1007                                                                   | 0                                                                      | 0,17                                                                   |
| Ogółem                                                                 | Ogółem                                                                 | 148 849                                                                | —                                                                      | —                                                                      | —                                                                      | —                                                                      | —                                                                      | 5                                                                      | 5                                                                      |

### Wybory parlamentarne 1997
| Komitet wyborczy                                      | Komitet wyborczy                           | Głosów | %     | Mandaty | Wybrani posłowie                                       |
| ----------------------------------------------------- | ------------------------------------------ | ------ | ----- | ------- | ------------------------------------------------------ |
|                                                       | Sojusz Lewicy Demokratycznej               | 46 871 | 30,79 | 2       | Michał Kaczmarek, Andrzej Piłat                        |
|                                                       | Akcja Wyborcza Solidarność                 | 35 242 | 23,15 | 2       | Maria Kleitz-Żółtowska, Paweł Jaros, Mariusz Ambroziak |
|                                                       | Polskie Stronnictwo Ludowe                 | 32 357 | 21,26 | 1       | Waldemar Pawlak                                        |
|                                                       | Unia Wolności                              | 12 749 | 8,38  | –       |                                                        |
|                                                       | Ruch Odbudowy Polski                       | 7344   | 4,82  | –       |                                                        |
|                                                       | Unia Pracy                                 | 5674   | 3,73  | –       |                                                        |
|                                                       | Krajowa Partia Emerytów i Rencistów        | 3298   | 2,17  | –       |                                                        |
|                                                       | Blok dla Polski                            | 3084   | 2,03  | –       |                                                        |
|                                                       | Unia Prawicy Rzeczypospolitej              | 2513   | 1,65  | –       |                                                        |
|                                                       | Krajowe Porozumienie Emerytów i Rencistów  | 2176   | 1,43  | –       |                                                        |
|                                                       | Sojusz Ludzi „Polska Praca Sprawiedliwość” | 703    | 0,46  | –       |                                                        |
|                                                       | Polska Wspólnota Narodowa                  | 214    | 0,14  | –       |                                                        |
| Frekwencja: 41,29% Źródło: Państwowa Komisja Wyborcza |                                            |        |       |         |                                                        |

Poniższa tabela przedstawia podział mandatów dla komitetów wyborczych na podstawie uzyskanych głosów, a następnie obliczonych ilorazów wyborczych na podstawie metody D’Hondta.
| Podział mandatów dla komitetów wyborczych na podst. metody D’Hondta | Podział mandatów dla komitetów wyborczych na podst. metody D’Hondta | Podział mandatów dla komitetów wyborczych na podst. metody D’Hondta | Podział mandatów dla komitetów wyborczych na podst. metody D’Hondta | Podział mandatów dla komitetów wyborczych na podst. metody D’Hondta | Podział mandatów dla komitetów wyborczych na podst. metody D’Hondta | Podział mandatów dla komitetów wyborczych na podst. metody D’Hondta | Podział mandatów dla komitetów wyborczych na podst. metody D’Hondta | Podział mandatów dla komitetów wyborczych na podst. metody D’Hondta | Podział mandatów dla komitetów wyborczych na podst. metody D’Hondta |
| Komitet wyborczy                                                    | Komitet wyborczy                                                    | Liczba głosów                                                       | Iloraz wyborczy                                                     | Iloraz wyborczy                                                     | Iloraz wyborczy                                                     | Iloraz wyborczy                                                     | Iloraz wyborczy                                                     | Mandaty                                                             | TP                                                                  |
| Komitet wyborczy                                                    | Komitet wyborczy                                                    | Liczba głosów                                                       | /1                                                                  | /2                                                                  | /3                                                                  | /4                                                                  | /5                                                                  | Mandaty                                                             | TP                                                                  |
| ------------------------------------------------------------------- | ------------------------------------------------------------------- | ------------------------------------------------------------------- | ------------------------------------------------------------------- | ------------------------------------------------------------------- | ------------------------------------------------------------------- | ------------------------------------------------------------------- | ------------------------------------------------------------------- | ------------------------------------------------------------------- | ------------------------------------------------------------------- |
|                                                                     | Sojusz Lewicy Demokratycznej                                        | 46 871                                                              | 46 871                                                              | 23 436                                                              | 15 624                                                              | 11 718                                                              | 9374                                                                | 2                                                                   | 1,74                                                                |
|                                                                     | Akcja Wyborcza Solidarność                                          | 35 242                                                              | 35 242                                                              | 17 621                                                              | 11 747                                                              | 8811                                                                | 7048                                                                | 2                                                                   | 1,31                                                                |
|                                                                     | Polskie Stronnictwo Ludowe                                          | 32 357                                                              | 32 357                                                              | 16 179                                                              | 10 786                                                              | 8089                                                                | 6471                                                                | 1                                                                   | 1,20                                                                |
|                                                                     | Unia Wolności                                                       | 12 749                                                              | 12 749                                                              | 6375                                                                | 4250                                                                | 3187                                                                | 2550                                                                | 0                                                                   | 0,47                                                                |
|                                                                     | Ruch Odbudowy Polski                                                | 7344                                                                | 7344                                                                | 3672                                                                | 2448                                                                | 1836                                                                | 1469                                                                | 0                                                                   | 0,27                                                                |
| Ogółem                                                              | Ogółem                                                              | 134 563                                                             | —                                                                   | —                                                                   | —                                                                   | —                                                                   | —                                                                   | 5                                                                   | 5                                                                   |